# トゥチャ諸語
トゥチャ諸語またはブリト諸語（中国語: 土家语、ビジ語〈北トゥチャ語〉：Bdřitsa、ムズ語〈南トゥチャ語〉：Mdzitxo、原始形：*Brit.ska）は、トゥチャ族により用いられている二つの言語、あるいは同一言語の二つの方言の総称である。

## 概説
トゥチャ諸語は明らかにチベット・ビルマ語派の言語ではあるものの、周辺の言語から借用された語彙が多いため、具体的な分類はまだ不明瞭である。
トゥチャ族全体の人口958万人（2020年中国国勢調査より）に対し、トゥチャ語の話者数は北トゥチャ語話者には約10万人（うちビジ語のモノリンガルはわずか100人）、南トゥチャ語話者には数百人のみが推定された。残りの人々については、学校教育や若い世代が親から勧められるなどの事情により中国語（西南官話）への転用が目立つ。
トゥチャ族の主な居住地は湖南省北西部、湖北省南西部、重慶市（元四川省）南東部および貴州省北東部である。